# Santiago Bueno
Santiago Ignacio Bueno Sciutto (Montevideo, 9 de noviembre de 1998) es un futbolista uruguayo. Juega de defensa en el Wolverhampton Wanderers F. C. de la Premier League inglesa.
Es hermano de Gastón Bueno, jugador del Racing de Montevideo, y primo de Gonzalo Bueno, jugador del Danubio Fútbol Club

## Trayectoria

### Inicios
Santiago jugó en la Liga Interbalnearia de baby fútbol, el captador Jorge Gonçalves del Club Atlético Peñarol se fijó en Bueno y lo invitó al Centro de Alto Rendimiento de Solymar, inaugurado ese mismo año. Con su amigo Diego Rossi entrenaron el CAR y finalizaron las divisiones infantiles.
En el año 2012, inició las juveniles con Peñarol, jugó en Séptima División, la sub-14, su posición en la cancha era de volante central, pero fue suplente por lo general.
Fue en la temporada 2013, cuando su técnico de la sub-15, José Perdomo le ofreció cambiar de posición, como zaguero. En la final por el Campeonato Uruguayo de Sexta División, debutó en la defensa carbonera, se enfrentó al clásico rival, Nacional, equipo al que derrotaron y se coronaron campeones de la categoría.
En el año 2014, se consolidó en la defensa central del equipo, lograron el Torneo Clausura y tras 2 finales en las que derrotaron a River Plate, se coronaron campeones de la temporada en la categoría sub-16.
El 7 de abril de 2015, fue invitado por primera vez para entrenar con el plantel de Primera de Peñarol, junto a sus compañeros de la selección uruguaya, Federico Valverde y Diego Rossi, bajo las órdenes del entrenador Pablo Bengoechea. Pero jugó todo el año con la sub-17, en el campeonato de Quinta División, ganaron el Torneo Apertura. Se enfrentaron a Danubio en una final por la temporada, partido en el que ganaron 3 a 1 y se coronaron campeones.

### Club Atlético Peñarol
Santiago fue ascendido para realizar la pretemporada con los jugadores de Primera, el 5 de enero de 2016 comenzó la preparación para el segundo semestre de la temporada 2015/16.
Peñarol perdió 3 a 1 contra Nacional en la Copa de Verano, por lo que fue despedido el entrenador Pablo Bengoechea y asumió temporalmente Robert Lima.
Su debut como profesional se produjo el 23 de enero en el Estadio Centenario, Lima lo hizo ingresar luego del entretiempo, se enfrentó a Libertad de Paraguay en el partido del tercer puesto de la Copa de Verano 2016, empataron 1 a 1 en los 90 minutos, fueron a penales y los carboneros se impusieron 5 a 4. Con 17 años y 75 días, disputó su primer partido entre profesionales, utilizó la camiseta número 19.
El 28 de junio de 2016, comenzó su segunda pretemporada con el plantel principal aurinegro, esta vez bajo el mando de Jorge da Silva.
Fue confirmado para continuar la preparación con los profesionales, y viajar a Solanas, en el departamento de Maldonado. El 13 de julio, disputó los dos primeros amistosos de la preparación que se jugaron el mismo día, contra San Lorenzo de San José, estuvo desde el comienzo en el partido de suplentes, y luego tuvo minutos con los titulares contra la selección de Maldonado, Peñarol ganó 2 a 0 en ambos.
El 15 de julio, fue incluido en la lista de 19 jugadores para viajar a Chile y disputar la Noche Azul. El 16 de julio Santiago debutó a nivel internacional con Peñarol, ingresó al minuto 65 para enfrentar a Universidad de Chile en el Estadio Nacional, pero fueron derrotados 3 a 0 en el amistoso.
Su última participación de la pretemporada, fue el 31 de julio, contra Plaza Colonia, jugó todo el segundo tiempo y empataron 1 a 1, por lo que fueron a penales, Peñarol fue derrotado 4 a 3.
Santiago no fue considerado en el primer equipo para jugar el Campeonato Uruguayo 2016, finalizaron en la posición 14 sobre 16 clubes. Bueno jugó en las categorías juveniles.
El 30 de enero de 2017, trascendió la noticia de que Barcelona de España ofertó por su ficha.

### Fútbol Club Barcelona
Barcelona anunció que llegaron a un acuerdo con Peñarol el 31 de enero de 2017, para fichar a Santiago hasta junio de 2019 a cambio de 1 millón de euros más variables que llegarían a 5 millones, con opción de expandir el contrato tres temporadas más. En principio para unirse al Juvenil "A".
Luego de coronarse campeón con la selección de Uruguay del Sudamericano Sub-20, viajó a Europa para sumarse a los culés. El 16 de febrero llegó a España y el mismo día pasó los exámenes médicos de Barcelona.

## Selección nacional

### Juveniles
Bueno ha sido internacional con la Selección de fútbol de Uruguay en las categorías juveniles sub-15, sub-17, sub-18 y sub-20.
Fue citado por primera vez por el entrenador Alejandro Garay, para practicar con la sub-15, en el año 2012. Fue parte de los entrenamientos que se desarrollaron en Salto, jugaron contra selecciones departamentales en el mes de julio. Luego fue convocado para jugar amistosos de práctica contra clubes locales pero finalmente no fue considerado para el Sudamericano Sub-15.
El 17 de marzo de 2014 comenzó los entrenamientos con la selección sub-17 desde el primer día, bajo el mando de Santiago Ostolaza.
Debutó en la categoría el 13 de mayo, en un partido amistoso contra Paraguay, fue titular y ganaron 3 a 0 en Asunción.
Luego de varios amistosos internacionales contra selecciones sudamericanas, en el mes de octubre viajaron a Europa, ara disputar un cuadrangular amistoso en Limoges contra selecciones sub-18.
El primer partido del torneo amistoso, fue contra Ucrania el 8 de octubre, fue un partido parejo en el que empataron 2 a 2. Luego, el 10 de octubre, se enfrentaron al local, Francia, los Celestes aprovecharon las oportunidades que tuvieron y ganaron 3 a 1, tuvieron como rivales a jugadores como Jean-Kévin Augustin, Arnaud Lusamba, Thierry Ambrose, Ousmane Dembélé, Théo Chendri y Marcus Thuram. Dos días después, cerraron su participación en el cuadrangular, contra Canadá, selección con la que empataron 1 a 1.
A pesar de que los charrúas disputaron el torneo sub-18 con la sub-17, salió campeón con 5 puntos. Fue el primer título para Santiago con la Celeste, disputó los 3 partidos, todos como titular con la camiseta número 5.
Ya de vuelta en Uruguay, jugaron una serie de partidos con revancha, recibieron a Perú y Argentina. Para finalizar los amistosos internacionales del año, viajaron a Buenos Aires para jugar 2 partidos contra la albiceleste en el Complejo AFA.
Bueno disputó cada partido amistoso entre selecciones del proceso, totalizando 17 encuentros, 10 ganados, 4 empatados y 3 perdidos.
El 21 de febrero de 2015, fue confirmado por Ostolaza para defender a Uruguay en el Sudamericano Sub-17 de Paraguay.
Santiago debutó en una competición oficial de selecciones el 6 de marzo de 2015, fue en la fecha 1 de la fase de grupos, se enfrentaron a Bolivia y ganaron 4 a 1.
El segundo partido fue contra el clásico rival, Argentina, el marcador se abrió al minuto 5 con un remate desde afuera del área de su amigo Federico Valverde, luego en el minuto 63 Tomás Conechny anotó el 1 a 1 para la albiceleste, pero en el segundo tiempo Schiappacasse ingresó e impuso su nivel, le hicieron penal y Valverde lo transformó en gol al minuto 76, finalmente ganaron 2 a 1.
Luego de tener libre en la fecha 3, Uruguay se enfrentó a Chile el 12 de marzo en el Estadio Lic. Erico Galeano Segovia y ganaron 4 a 1. El último partido de la fase de grupos fue contra Ecuador, la Celeste ya clasificada a la siguiente ronda, lo disputó con un equipo alternativo, Santiago estuvo en el banco de suplentes sin ingresar, pero ganaron 1 a 0 con gol del capitán Marcelo Saracchi.
Uruguay clasificó al hexagonal final con puntaje perfecto, 12 puntos sobre 12, Bueno jugó los 3 primeros partidos como titular, los 90 minutos en cada uno.
El 17 de marzo, jugaron contra Ecuador el primer partido de la fase final, pero perdieron 1 a 0. Luego su rival fue Colombia, esta vez lograron el triunfo por la mínima con un gol de su amigo Diego Rossi. En el tercer encuentro, jugaron contra Brasil pero perdieron 3 a 2. El 26 de marzo, nuevamente se jugó el clásico del Río de la Plata, entre Uruguay y Argentina, se repitió el marcador de la fase de grupos y ganaron 2 a 1.
El último partido del hexagonal final, se jugó el 29 de marzo contra el anfitrión, Paraguay. Uruguay debía ganar o empatar para asegurarse un lugar en la Copa Mundial Sub-17. El encuentro comenzó desfavorable, al minuto 32 se pusieron en ventaja los locales, para el segundo tiempo, Valverde empató el partido, pero finalmente Paraguay se impuso y anotaron el 2 a 1 que resultó definitivo.
Uruguay finalizó en quinto lugar y no clasificaron a la Copa Mundial Sub-17 de 2015. Santiago jugó 8 partidos, fue titular cada uno, además jugó cada minuto de ellos. Tiempo después se supo que Ecuador había disputado encuentros con jugadores mayores de 17 años.
El 22 de octubre volvió a ser convocado a la selección, esta vez por Fabián Coito, para entrenar a partir del 26 de octubre y ser parte del proceso rumbo al Campeonato Sudamericano Sub-20 de 2017 en Ecuador.
Entrenó con la sub-18 de Uruguay hasta fin de año, dando un año de ventaja, y jugaron algunos partidos amistosos de práctica. Contra Progreso, Boston River, Central Español, Nacional Universitario, la selección de Colonia y la de San José.
En la primera convocatoria del año, que se realizó el 2 de marzo del 2016, fue considerado por Coito para entrenar con la sub-20.
Jugó el primer amistoso de práctica del año, se enfrentaron a Boston River, Uruguay perdió 1 a 0 en los primeros 45 minutos, pero para el segundo tiempo el entrenador cambió todo el equipo y ese tiempo finalizó 1 a 1, Santiago estuvo con los titulares.
El 17 de marzo, fue llamado para jugar los dos primeros amistosos internacionales del año, en Paraguay.
Bueno debutó con la sub-20 el 22 de marzo, fue titular con la camiseta número 2, se enfrentó a la Albirroja, al minuto 19 anotó su primer gol con la Celeste, estuvo los 90 minutos en cancha pero finalmente perdieron 4 a 3.
Volvió a ser convocado en las siguientes citaciones, y finalizó la primera mitad del año con 5 partidos amistosos internacionales jugados, todos como titular. En esas oportunidades, defendió a Uruguay ante las selecciones de Chile, Perú, Guatemala y Paraguay en dos oportunidades.
El 12 de diciembre de 2016, fue convocado por Fabián Coito para entrenar en el complejo AUF, junto a otros 27 futbolistas. Fue confirmado en la lista definitiva el 29 de diciembre, para jugar el Campeonato Sudamericano Sub-20.
Bueno jugó 4 partidos en el certamen continental, Uruguay se coronó campeón en el último partido.
El 25 de abril fue confirmado en el plantel definitivo para viajar a Corea del Sur y jugar la Copa Mundial Sub-20.

#### Participaciones en juveniles
En cursiva las competiciones no oficiales.
| Competición                                    | Sede          | Resultado     | Partidos | Goles |
| ---------------------------------------------- | ------------- | ------------- | -------- | ----- |
| Torneo Limoges Sub-18 de 2015                  | Francia       | Campeón       | 3        | 0     |
| Campeonato Sudamericano Sub-17 de 2015         | Paraguay      | Quinto puesto | 8        | 0     |
| Torneo Cuatro Naciones Sub-19 de 2016          | Catar         | Subcampeón    | 3        | 0     |
| Copa Ciudad de la Independencia Sub-19 de 2016 | Chile         | Tercer puesto | 2        | 0     |
| Campeonato Sudamericano Sub-20 de 2017         | Ecuador       | Campeón       | 4        | 0     |
| Copa Mundial Sub-20 de 2017                    | Corea del Sur | Cuarto puesto | 6        | 1     |
| Torneo Preolímpico Sudamericano Sub-23         | Colombia      | Cuarto puesto | 3        | 1     |

#### Detalles de partidos
| Con Uruguay sub-17 | Con Uruguay sub-17 | Con Uruguay sub-17 | Con Uruguay sub-17       | Con Uruguay sub-17   | Con Uruguay sub-17                      | Con Uruguay sub-17 | Con Uruguay sub-17 | Con Uruguay sub-17 | Con Uruguay sub-17 |
| N.º                | Rival              | Resultado          | Fecha                    | Lugar                | Competencia                             | Goles              | Asistencias        | Ref.               |                    |
| ------------------ | ------------------ | ------------------ | ------------------------ | -------------------- | --------------------------------------- | ------------------ | ------------------ | ------------------ | ------------------ |
| 1                  | Paraguay           | 0:3 (0:0)          | 13 de mayo de 2014       | Asunción Paraguay    | Amistoso                                | -                  | -                  | 1                  |                    |
| 2                  | Paraguay           | 2:0 (1:0)          | 15 de mayo de 2014       | Asunción Paraguay    | Amistoso                                | -                  | -                  | 2                  |                    |
| 3                  | Paraguay           | 4:1 (1:1)          | 28 de mayo de 2014       | Montevideo · Uruguay | Amistoso                                | -                  | -                  | 3                  |                    |
| 4                  | Paraguay           | 1:2 (0:1)          | 30 de mayo de 2014       | Canelones · Uruguay  | Amistoso                                | -                  | -                  | 4                  |                    |
| 5                  | Chile              | 1:2 (1:1)          | 9 de septiembre de 2014  | Curicó · Chile       | Amistoso                                | -                  | -                  | 5                  |                    |
| 6                  | Chile              | 1:2 (0:1)          | 11 de septiembre de 2014 | Santiago · Chile     | Amistoso                                | -                  | -                  | 6                  |                    |
| 7                  | Perú               | 0:5 (0:2)          | 23 de septiembre de 2014 | Lima · Perú          | Amistoso                                | -                  | -                  | 7                  |                    |
| 8                  | Perú               | 0:3 (0:3)          | 25 de septiembre de 2014 | Lima · Perú          | Amistoso                                | -                  | -                  | 8                  |                    |
| 9                  | Ucrania            | 2:2 (1:1)          | 8 de octubre de 2014     | Limoges Francia      | Amistoso Torneo Limoges                 | -                  | -                  | 9                  |                    |
| 10                 | Francia            | 1:3 (0:2)          | 10 de octubre de 2014    | Limoges Francia      | Amistoso Torneo Limoges                 | -                  | -                  | 10                 |                    |
| 11                 | Canadá             | 1:1 (1:1)          | 12 de octubre de 2014    | Limoges Francia      | Amistoso Torneo Limoges                 | -                  | -                  | 11                 |                    |
| 12                 | Perú               | 3:0 (2:0)          | 30 de octubre de 2014    | Canelones · Uruguay  | Amistoso                                | -                  | -                  | 12                 |                    |
| 13                 | Perú               | 4:1 (3:1)          | 1 de noviembre de 2014   | Canelones · Uruguay  | Amistoso                                | -                  | -                  | 13                 |                    |
| 14                 | Argentina          | 2:0 (1:0)          | 25 de noviembre de 2014  | Montevideo · Uruguay | Amistoso                                | -                  | -                  | 14                 |                    |
| 15                 | Argentina          | 0:0                | 27 de noviembre de 2014  | Montevideo · Uruguay | Amistoso                                | -                  | -                  | 15                 |                    |
| 16                 | Argentina          | 2:2 (1:1)          | 9 de diciembre de 2014   | Ezeiza Argentina     | Amistoso                                | -                  | -                  | 16                 |                    |
| 17                 | Argentina          | 2:1 (1:0)          | 11 de diciembre de 2014  | Ezeiza Argentina     | Amistoso                                | -                  | -                  | 17                 |                    |
| 18                 | Bolivia            | 4:1 (1:0)          | 6 de marzo de 2015       | Asunción Paraguay    | Campeonato Sudamericano Fase de grupos  | -                  | -                  | 18                 |                    |
| 19                 | Argentina          | 2:1 (1:0)          | 8 de marzo de 2015       | Luque Paraguay       | Campeonato Sudamericano Fase de grupos  | -                  | -                  | 19                 |                    |
| 20                 | Chile              | 4:1 (2:0)          | 12 de marzo de 2015      | Capiatá Paraguay     | Campeonato Sudamericano Fase de grupos  | -                  | -                  | 20                 |                    |
| 21                 | Ecuador            | 0:1 (0:1)          | 17 de marzo de 2015      | Luque Paraguay       | Campeonato Sudamericano Hexagonal final | -                  | -                  | 21                 |                    |
| 22                 | Colombia           | 1:0 (0:0)          | 20 de marzo de 2015      | Asunción Paraguay    | Campeonato Sudamericano Hexagonal final | -                  | -                  | 22                 |                    |
| 23                 | Brasil             | 2:3 (0:1)          | 23 de marzo de 2015      | Capiatá Paraguay     | Campeonato Sudamericano Hexagonal final | -                  | -                  | 23                 |                    |
| 24                 | Argentina          | 2:1 (2:0)          | 26 de marzo de 2015      | Asunción Paraguay    | Campeonato Sudamericano Hexagonal final | -                  | -                  | 24                 |                    |
| 25                 | Paraguay           | 2:1 (1:0)          | 29 de marzo de 2015      | Luque Paraguay       | Campeonato Sudamericano Hexagonal final | -                  | -                  | 25                 |                    |

| Con Uruguay sub-20 | Con Uruguay sub-20 | Con Uruguay sub-20          | Con Uruguay sub-20       | Con Uruguay sub-20                 | Con Uruguay sub-20                       | Con Uruguay sub-20 | Con Uruguay sub-20      | Con Uruguay sub-20                                                                                   | Con Uruguay sub-20 |
| N.º                | Rival              | Resultado                   | Fecha                    | Lugar                              | Competencia                              | Goles              | Asistencias             | Ref.                                                                                                 |                    |
| ------------------ | ------------------ | --------------------------- | ------------------------ | ---------------------------------- | ---------------------------------------- | ------------------ | ----------------------- | --- | ------------------ |
| 1                  | Paraguay           | 4:3 (2:2)                   | 22 de marzo de 2016      | Luque Paraguay                     | Amistoso                                 | 19'                | -                       | 1 |                    |
| 2                  | Paraguay           | 1:1 (0:1)                   | 26 de abril de 2016      | Canelones · Uruguay                | Amistoso                                 | -                  | -                       | 2 |                    |
| 3                  | Chile              | 3:0 (1:0)                   | 31 de mayo de 2016       | Montevideo · Uruguay               | Amistoso                                 | -                  | -                       | 3 |                    |
| 4                  | Perú               | 2:1 (2:1)                   | 14 de junio de 2016      | San José · Uruguay                 | Amistoso                                 | -                  | -                       | 4 |                    |
| 5                  | Guatemala          | 1:0 (1:0)                   | 22 de junio de 2016      | Canelones · Uruguay                | Amistoso                                 | -                  | -                       | 5 |                    |
| 6                  | Sel. Gaúcha        | 5:2 (3:2)                   | 16 de agosto de 2016     | Montevideo · Uruguay               | Amistoso                                 | -                  | -                       | 6 |                    |
| 7                  | Sel. Gaúcha        | 3:3 (2:0)                   | 18 de agosto de 2016     | Canelones · Uruguay                | Amistoso                                 | -                  | -                       | 7 |                    |
| 8                  | Chile              | 1:0 (1:0)                   | 30 de agosto de 2016     | San Vicente de Tagua Tagua · Chile | Amistoso                                 | -                  | -                       | 8 |                    |
| 9                  | Catar              | 1:2 (1:2)                   | 18 de septiembre de 2016 | Doha Catar                         | Amistoso Torneo Cuatro Naciones          | -                  | -                       | 9 |                    |
| 10                 | Corea del Sur      | 0:1 (0:0)                   | 21 de septiembre de 2016 | Doha Catar                         | Amistoso Torneo Cuatro Naciones          | -                  | -                       | 10                                                                                                   |                    |
| 11                 | Senegal            | 1:4 (0:2)                   | 28 de septiembre de 2016 | Doha Catar                         | Amistoso Torneo Cuatro Naciones          | -                  | -                       | 11                                                                                                   |                    |
| 12                 | Venezuela          | 3:1 (2:1)                   | 5 de octubre de 2016     | Montevideo · Uruguay               | Amistoso                                 | -                  | -                       | 12                                                                                                   |                    |
| 13                 | Chile              | 2:2 (1:1)                   | 12 de octubre de 2016    | Talca · Chile                      | Amistoso Copa Ciudad de la Independencia | -                  | -                       | 13                                                                                                   |                    |
| 14                 | Brasil             | 2:1 (1:0)                   | 14 de octubre de 2016    | Talca · Chile                      | Amistoso Copa Ciudad de la Independencia | -                  | -                       | 14                                                                                                   |                    |
| 15                 | Venezuela          | 0:0                         | 19 de enero de 2017      | Ibarra · Ecuador                   | Campeonato Sudamericano Fase de grupos   | -                  | -                       | 15                                                                                                   |                    |
| 16                 | Perú               | 2:0 (1:0)                   | 25 de enero de 2017      | Ibarra · Ecuador                   | Campeonato Sudamericano Fase de grupos   | -                  | -                       | 16                                                                                                   |                    |
| 17                 | Bolivia            | 3:0 (2:0)                   | 27 de enero de 2017      | Ibarra · Ecuador                   | Campeonato Sudamericano Fase de grupos   | -                  | 44' a Rodrigo Bentancur | 17                                                                                                   |                    |
| 18                 | Venezuela          | 0:3 (0:0)                   | 8 de febrero de 2017     | Quito · Ecuador                    | Campeonato Sudamericano Hexagonal final  | -                  | -                       | 18                                                                                                   |                    |
| 19                 | China              | 1:3 (0:1)                   | 8 de mayo de 2017        | Xi'an China                        | Amistoso                                 | -                  | -                       | 19 (enlace roto disponible en Internet Archive; véase el historial, la primera versión y la última). |                    |
| 20                 | Corea del Sur      | 2:0 (1:0)                   | 11 de mayo de 2017       | Cheongju Corea del Sur             | Amistoso                                 | -                  | -                       | 20 (enlace roto disponible en Internet Archive; véase el historial, la primera versión y la última). |                    |
| 21                 | Arabia Saudita     | 0:2 (0:1)                   | 14 de mayo de 2017       | Goyang Corea del Sur               | Amistoso                                 | -                  | -                       | 21 (enlace roto disponible en Internet Archive; véase el historial, la primera versión y la última). |                    |
| 22                 | Italia             | 0:1 (0:0)                   | 21 de mayo de 2017       | Suwon Corea del Sur                | Copa Mundial Fase de grupos              | -                  | -                       | 22 (enlace roto disponible en Internet Archive; véase el historial, la primera versión y la última). |                    |
| 23                 | Japón              | 2:0 (1:0)                   | 24 de mayo de 2017       | Suwon Corea del Sur                | Copa Mundial Fase de grupos              | -                  | -                       | 23 (enlace roto disponible en Internet Archive; véase el historial, la primera versión y la última). |                    |
| 24                 | Sudáfrica          | 0:0                         | 27 de mayo de 2017       | Suwon Corea del Sur                | Copa Mundial Fase de grupos              | -                  | -                       | 24 (enlace roto disponible en Internet Archive; véase el historial, la primera versión y la última). |                    |
| 25                 | Arabia Saudita     | 1:0 (0:0)                   | 31 de mayo de 2017       | Incheon Corea del Sur              | Copa Mundial Octavos de final            | -                  | -                       | 25 (enlace roto disponible en Internet Archive; véase el historial, la primera versión y la última). |                    |
| 26                 | Portugal           | 2:2 (2:1)(t. s.) (4:5 pen.) | 4 de junio de 2017       | Daejeon Corea del Sur              | Copa Mundial Cuartos de final            | 16'                | -                       | 26                                                                                                   |                    |
| 27                 | Venezuela          | 1:1 (0:0)(t. s.) (3:4 pen.) | 8 de junio de 2017       | Suwon Corea del Sur                | Copa Mundial Semifinal                   | -                  | -                       | 27                                                                                                   |                    |

### Absoluta
El 24 de marzo de 2023 hizo su debut con la selección absoluta en un amistoso ante Japón.

## Estadísticas

### Clubes
| Club                          | País          | Año           | Partidos | Goles |
| ----------------------------- | ------------- | ------------- | -------- | ----- |
| C. A. Peñarol                 | Uruguay       | 2016-2017     | 0        | 0     |
| F. C. Barcelona "B"           | España        | 2017-2019     | 0        | 0     |
| C. F. Peralada (cedido)       | España        | 2018-2019     | 41       | 3     |
| Girona F. C.                  | España        | 2019-2023     | 120      | 4     |
| Wolverhampton Wanderers F. C. | Inglaterra    | 2023-         | 51       | 0     |
| Total carrera                 | Total carrera | Total carrera | 212      | 7     |

- Actualizado al último partido disputado el 25 de mayo de 2025.

### Selecciones
Actualizado al 11 de junio de 2017.
Último partido citado: Uruguay 0 - 0 Italia
| Sub-17 · Uruguay | 2013-14       | -  | - | - | - | 4  | 0 | 4  | 0 |
| Sub-17 · Uruguay | 2014-15       | 8  | 0 | - | - | 13 | 0 | 21 | 0 |
| Sub-17 · Uruguay | Total sel.    | 8  | 0 | - | - | 17 | 0 | 25 | 0 |
| Sub-20 · Uruguay | 2015-16       | -  | - | - | - | 5  | 1 | 5  | 1 |
| Sub-20 · Uruguay | 2016-17       | 4  | 0 | 6 | 1 | 12 | 0 | 22 | 1 |
| Sub-20 · Uruguay | Total sel.    | 4  | 0 | 6 | 1 | 17 | 1 | 27 | 2 |
| Total carrera | Total carrera | 12 | 0 | 6 | 1 | 34 | 1 | 52 | 2 |
| (1)Incluidos los datos del Campeonato Sudamericano Sub-17 (2015) y Campeonato Sudamericano Sub-20 (2017) (2)Incluidos los datos de la Copa Mundial Sub-20 (2017) |               |    |   |   |   |    |   |    |   |

### Resumen estadístico
|                       | Part. | Goles | Prom. |
| --------------------- | ----- | ----- | ----- |
| Liga                  | 135   | 7     | 0.05  |
| Copas nacionales      | 10    | 1     | 0.1   |
| Copas internacionales | 1     | 0     | 0     |
| Uruguay sub-17        | 25    | 0     | 0     |
| Uruguay sub-20        | 27    | 2     | 0.07  |
| Uruguay sub-23        | 5     | 2     | 0.4   |
| Total                 | 203   | 12    | 0.06  |

## Palmarés

### Títulos internacionales
| Título              | Equipo         | País    | Año  |
| ------------------- | -------------- | ------- | ---- |
| Sudamericano Sub-20 | Uruguay sub-20 | Ecuador | 2017 |